# Poorna Jagannathan
Poorna Jagannathan (Tunisi, 22 dicembre 1972) è un'attrice e pubblicitaria statunitense.

## Biografia
Dopo aver studiato all'Università di Brasilia e all'Università del Maryland - College Park è apparsa in diversi programmi televisivi sostenendo tra l'altro un ruolo ricorrente in Better Call Saul e quello di Blacklister # 44 in The Blacklist, oltre ad apparizioni come guest star in Law & Order - Unità vittime speciali. Nel settembre 2016 è stata annunciata la sua presenza nel cast di Gypsy, serie televisiva prodotta per Netflix da Naomi Watts e pubblicata il 30 giugno 2017, che però si è chiusa dopo appena una stagione. Ha interpretato la madre indiana Nalini nella serie targata Netflix Non ho mai....

## Filmografia parziale

### Cinema
- Tentazioni (ir)resistibili (Thanks for Sharing), regia di Stuart Blumberg (2012)
- Red Zone - 22 miglia di fuoco (Mile 22), regia di Peter Berg (2018)
- Viaggio con papà - Istruzioni per l'uso (An Actor Prepares), regia di Steve Clark (2018)
- Share, regia di Pippa Bianco (2019)
- Tartarughe all'infinito (Turtles All the Way Down), regia di Hannah Marks (2024)
- Wolfs - Lupi solitari (Wolfs), regia di Jon Watts (2024)

### Televisione
- Law & Order - I due volti della giustizia – serie TV, episodio 14x15 (2004)
- Rescue Me – serie TV, episodio 3x07 (2006)
- Numb3rs – serie TV, episodio 6x09 (2009)
- Royal Pains – serie TV, episodio 2x08-2x17 (2010-2011)
- House of Cards - Gli intrighi del potere (House of Cards) – serie TV, episodio 3x01 (2015)
- Gypsy – serie TV, 10 episodi (2017)
- Room 104 – serie TV, episodio 1x05 (2017)
- The Blacklist – serie TV, episodio 4x05 (2017)
- Better Call Saul – serie TV, episodi 4x02-4x07 (2018)
- Sorry for Your Loss – serie TV, episodio 1x05 (2018)
- The Act – miniserie TV, 1 puntata (2019)
- Big Little Lies - Piccole grandi bugie – serie TV, 3 episodi (2019)
- Ramy – serie TV, episodi 1x05-1x09 (2019)
- The Wilds – serie TV, episodio 1x05 (2020)
- In difesa di Jacob – miniserie TV, 4 episodi (2020)
- Messiah – miniserie TV, 3 puntate (2020)
- Non ho mai... (Never Have I Ever) – serie TV, 30 episodi (2020-2023)

## Doppiatrici italiane
Nelle versioni in italiano delle opere in cui ha recitato, Poorna Jagannathan è stata doppiata da:
- Antonella Baldini in Law & Order - Unità vittime speciali, The Act
- Emanuela Baroni in Gypsy, Non ho mai...
- Daniela Abbruzzese in Share, The Out-Laws - Suoceri fuorilegge
- Sabrina Duranti in House of Cards - Gli intrighi del potere, Wolfs - Lupi solitari
- Melina Martello in Room 104
- Laura Romano in The Blacklist
- Eleonora De Angelis in The Night Of - Cos'è successo quella notte
- Eleonora Reti in Big Little Lies
- Claudia Razzi in In difesa di Jacob
- Mariadele Cinquegrani in Messiah